# Newportia albana
Newportia albana är en mångfotingart som beskrevs av Chamberlin 1957. Newportia albana ingår i släktet Newportia och familjen Scolopocryptopidae.
Artens utbredningsområde är Colombia. Inga underarter finns listade i Catalogue of Life.